# Faluche (Lugo)
Faluche es una entidad de población española del municipio de Chantada, perteneciente a la provincia de Lugo, en la comunidad autónoma de Galicia.

## Historia
A mediados del siglo XIX, el lugar, por entonces perteneciente al municipio de Chantada y a la parroquia de Brigos, tenía contabilizada una población de 18 habitantes. Aparece descrito en el octavo volumen del Diccionario geográfico-estadístico-histórico de España y sus posesiones de Ultramar de Pascual Madoz de la siguiente manera:

FALUCHE: l. en la prov. de Lugo, ayunt. de Chantada y felig. de San Salvador de Brigos (V.). pobl.: 3 vec., 18 alm.
(Madoz, 1847, p. 17)

En 2023 la entidad singular de población de Faluche tenía empadronados 15 habitantes.